# Lista meczów reprezentacji Włoch w piłce nożnej mężczyzn prowadzonej przez Roberta Donadoniego

## Oficjalne międzynarodowe spotkania
| Nr | Przeciwnik        | Miejsce           | Data                 | Impreza                      | Wynik                        |
| -- | ----------------- | ----------------- | -------------------- | ---------------------------- | ---------------------------- |
| 1  | Chorwacja         | Livorno           | 16 sierpnia 2006     | mecz towarzyski              | 0:2 (0:2)                    |
| 2  | Litwa             | Neapol            | 2 września 2006      | eliminacje Mistrzostw Europy | 1:1 (1:1)                    |
| 3  | Francja           | Saint-Denis       | 6 września 2006      | eliminacje Mistrzostw Europy | 1:3 (1:2)                    |
| 4  | Ukraina           | Rzym              | 7 października 2006  | eliminacje Mistrzostw Europy | 2:0 (0:0)                    |
| 5  | Gruzja            | Tbilisi           | 11 października 2006 | eliminacje Mistrzostw Europy | 3:1 (1:1)                    |
| 6  | Turcja            | Bergamo           | 15 listopada 2006    | mecz towarzyski              | 1:1 (1:1)                    |
| 7  | Szkocja           | Bari              | 28 marca 2007        | eliminacje Mistrzostw Europy | 2:0 (1:0)                    |
| 8  | Wyspy Owcze       | Thorshavn         | 2 czerwca 2007       | eliminacje Mistrzostw Europy | 2:1 (1:0)                    |
| 9  | Litwa             | Kowno             | 6 czerwca 2007       | eliminacje Mistrzostw Europy | 2:0 (2:0)                    |
| 10 | Węgry             | Budapeszt         | 22 sierpnia 2007     | mecz towarzyski              | 1:3 (0:0)                    |
| 11 | Francja           | Mediolan          | 8 września 2007      | eliminacje Mistrzostw Europy | 0:0                          |
| 12 | Ukraina           | Kijów             | 12 września 2007     | eliminacje Mistrzostw Europy | 2:1 (1:0)                    |
| 13 | Gruzja            | Genua             | 13 października 2007 | eliminacje Mistrzostw Europy | 2:0 (1:0)                    |
| 14 | Południowa Afryka | Siena             | 17 października 2007 | mecz towarzyski              | 2:0 (0:0)                    |
| 15 | Szkocja           | Glasgow           | 17 listopada 2007    | eliminacje Mistrzostw Europy | 2:1 (1:0)                    |
| 16 | Wyspy Owcze       | Modena            | 21 listopada 2007    | eliminacje Mistrzostw Europy | 3:1 (3:0)                    |
| 17 | Portugalia        | Zurych Szwajcaria | 6 lutego 2008        | mecz towarzyski              | 3:1 (1:0)                    |
| 18 | Hiszpania         | Elche             | 26 marca 2008        | mecz towarzyski              | 0:1 (0:0)                    |
| 19 | Belgia            | Florencja         | 30 maja 2008         | mecz towarzyski              | 3:1 (2:0)                    |
| 20 | Holandia          | Berno Szwajcaria  | 9 czerwca 2008       | finały Mistrzostw Europy     | 0:3 (0:2)                    |
| 21 | Rumunia           | Zurych Szwajcaria | 13 czerwca 2008      | finały Mistrzostw Europy     | 1:1 (0:0)                    |
| 22 | Francja           | Zurych Szwajcaria | 17 czerwca 2008      | finały Mistrzostw Europy     | 2:0 (1:0)                    |
| 23 | Hiszpania         | Wiedeń Austria    | 22 czerwca 2008      | finały Mistrzostw Europy     | 0:0, po dogrywce, karne: 2:4 |

Bilans
|                 | zwycięstwa | remisy | porażki |
| ogółem          | 13         | 4      | 6       |
| dom             | 6          | 3      | 1       |
| wyjazd          | 5          | 0      | 3       |
| neutralny teren | 2          | 1      | 2       |

|                 | strzelone | stracone |
| ogółem          | 35        | 22       |
| dom             | 16        | 6        |
| wyjazd          | 13        | 11       |
| neutralny teren | 6         | 5        |